# بيرني إريكسون
بيرني إريكسون (بالإنجليزية: Bernie Erickson)‏ هو لاعب كرة قدم أمريكية أمريكي، ولد في 16 أكتوبر 1944 في كليفتون في الولايات المتحدة.

## وصلات خارجية
- بيرني إريكسون على موقع مرجع كرة القدم المحترفة.كوم (الإنجليزية)
- بيرني إريكسون على موقع JustSportsStats.com (الإنجليزية)